# Tunisien i olympiska sommarspelen 1960
Tunisien deltog med 42 deltagare vid de olympiska sommarspelen 1960 i Rom. Ingen av landets deltagare erövrade någon medalj.